# バローギャングBC -From桑港-
『バローギャングBC -From桑港-』（- びーしー・フロム・サンフランシスコ）は、シブがき隊の7枚目のオリジナル・アルバム。1985年4月21日に発売。

## 収録曲
- SIDE A

1. 気分はニューオリンズ
日本語詞：売野雅勇／作曲：F.Guida，J.Roystar／編曲：鷺巣詩郎
2. 白夜のヴァレリー
作詞：売野雅勇／作曲：来生たかお／編曲：大谷和夫
3. ワンモア・ナイト-布川敏和
日本語詞：売野雅勇／作曲：Billy Rankin／編曲：鷺巣詩郎
4. ハイウェイギャング
作詞：売野雅勇／作曲：井上大輔／編曲：鷺巣詩郎
5. チェリッシュ -本木雅弘
日本語詞：売野雅勇／作曲：R.Bell，J.Taylor／編曲：水谷公生

- SIDE B

1. DJ in My Life
日本語詞：売野雅勇／作曲：Joey Carbone／編曲：後藤次利
2. テレフォン・ママ -薬丸裕英
日本語詞：売野雅勇／作曲：Gazebo / P.L.Giombini／編曲：水谷公生
3. 涙のアムトラック
作詞：売野雅勇／作曲：井上大輔／編曲：鷺巣詩郎
4. ストリート・ファイティング
作詞：売野雅勇／作曲：山梨鐐平／編曲：新川博
5. Farewell バロー・ギャング
作詞：伊達歩／作曲・編曲：都倉俊一